# Jean-Paul André Denis Marcel James
Jean-Paul James (Rennes, 14 de julho de 1952 - ) é um bispo católico francês, arcebispo de Bordeaux desde 2019, depois de bispo de Beauvais e depois de Nantes .

## Biografia

### Treinamento
Ex-aluno da Escola Nacional de Estatística e formado em economia, Jean-Paul James trabalhou por seis anos no Instituto Nacional de Estatística e Estudos Econômicos (INSEE) antes de ingressar no Grande Seminário de Rennes. Ele completou seu treinamento em Roma, onde se formou em Teologia Moral pela Pontifícia Universidade Gregoriana.
Ele é ordenado sacerdote em 22 de setembro de 1985 para a Diocese de Rennes.

### Diplomas
- Bacharel em Economia - Bacharel em Teologia Moral.

### Departamentos principais
Depois de ser capelão de Saint-Louis-des-Français em Roma, de 1985 a 1989, paralelamente aos seus estudos, retornou à diocese de Rennes, como professor de teologia moral no Seminário Maior e chefe do serviço diocesano de vocações de 1990 a 1999, como reitor do seminário Saint-Yves de Rennes, de 1999 a 2003.
Ele também é companheiro de um lar para pessoas com deficiência na Comunidade de L'Arche, de 1990 a 2003. Membro do Conselho Permanente da Conferência dos Bispos da França.

### Bispo
Ele é nomeado bispo de Beauvais em 9 de janeiro de 2003 pelo Papa João Paulo II e dedicou a 6 de abril de 2003 por François Saint-Macary.
Em 8 de julho de 2009 ele foi nomeado bispo de Nantes, na sequência da renúncia de canônica Georges Soubrier .
Ele toma posse canônica da Diocese de Nantes em 1 de outubro de 2009. Ele foi recebido oficialmente em sua catedral, em 25 do mesmo mês.
Na Conferência dos Bispos da França, ele é membro da Comissão Doutrinal. Em 8 de novembro de 2008, ele foi reeleito em esta comissão por um período de três anos .
Em 14 de novembro de 2019, O Papa Francisco o nomeou arcebispo de Bordéus .

## Declarações de posição

### Pedofilia na Igreja
Em 2018, ele declara na França Bleu Loire Océan "Esses são atos escandalosos contra os quais queremos lutar absolutamente"
Além disso, ele acrescenta: "se houver necessidade de um relatório ao promotor, isso será feito", "não estamos acima da lei", "uma pessoa vítima já é demais, ela sofre e precisa ser bem-vindo, quero trabalhar para combater esse flagelo. "' 

## Ligacões externas
- Fiche sur le site de l'épiscopat français
- (em inglês) Fiche sur catholic-hierarchy.org